# Strande
Strande er en kommune og en by i det nordlige Tyskland, beliggende i Amt Dänischenhagen i den nordøstlige del af Kreis Rendsborg-Egernførde. Kreis Rendsborg-Egernførde ligger i den centrale del af delstaten Slesvig-Holsten.

## Geografi
Strande er beliggende omkring 20 km nord for Kiels centrum, på halvøen Jernved (Dänischer Wohld) ved Østersøen. Stedet ligger en kilometer nord for Kiels kommunegrænse, ved bydelen Schilksee.

### Landsbyer og bebyggelser
- Strande
- Mühlenteich, omkring 10 husstande 500 meter nord for hovedbyen
- Eckhof, omkring 10 husstande 1 kilometer vest for hovedbyen
- Rabendorf (kun delvist i Strande)
- Freidorf, gods fra 1788, øst for hovedvejen til Strande.
- Marienfelde, 2 km nord for hovedbyen
- Godset Ny Bylk (tysk: Alt Bülk)
- Godset Gammel Bylk (Neu Bülk)

Kommunen grænser til Schwedeneck, Dänischenhagen og Kiel-Schilksee med Olympiazentrum Schilksee der var sejlsportscenter i Sommer-OL 1972.